# Kimura Jiroemon
Kimura Jiroemon (木村 次郎右衛門 Mộc Thôn Thứ Lang Hữu Vệ Môn, Kimura Jirōemon) là cụ ông Nhật có tuổi thọ cao nhất từ trước tới 12 tháng 6 năm 2013 sau khi cụ bà Dina Manfredini qua đời vào này 17 tháng 12 năm 2012. Cụ cũng được xác nhận là cụ ông thọ nhất từ trước tới nay trong lịch sử thế giới, và là cụ ông đầu tiên được xác nhận thọ 116 tuổi. Cụ Kimura cũng được xác nhận là cụ ông cuối cùng sinh ở thế kỷ 19 sau khi cụ ông 113 tuổi James Sisnett ở Barbados qua đời ngày 23 tháng 5 năm 2013. Cụ Kimura qua đời ngày 12 tháng 6 năm 2013 vì nguyên nhân tự nhiên ở tuổi 116 năm, 54 ngày.
Kimura Jiroemon trở thành cụ ông sống thọ nhất ở Nhật Bản kể từ khi cụ Tanabe Tomoji qua đời ngày 19 tháng 6 năm 2009, và trở thành cụ ông còn sống thọ nhất trên thế giới khi cụ Walter Breuning qua đời ngày 14 tháng 4 năm 2011, cũng như trở thành cụ còn sống thọ nhất ở Nhật Bản sau khi cụ bà Hasegawa Chiyono qua đời ngày 2 tháng 12 năm 2011.

## Tiểu sử
Ông sinh ra trong một gia đình nông dân trồng gạo và rau cỏ. Trước khi chết tại một bệnh viện, ông sống với gia đình của cháu ông tại thành phố Kyōtango.
Theo như đài truyền hình Áo ORF, Kimura làm việc 40 năm tại bưu điện cho tới khi về hưu (theo báo Der Spiegel 45 năm), và sau đó giữ sức khỏe nhờ làm ruộng cho tới khi ông được 90 tuổi. Ông có bảy người con, 14 đứa cháu, 25 chít và 14 hay 15 cháu chít. Ông sống lâu chỉ thua bà Jeanne Calment, người Pháp, người mà mất vào năm 1997 lúc 122 tuổi; đây là tuổi già nhất của con người, mà cho tới giờ có thể chứng minh được. Thành phố quê hương của ông Kyotango đã lập ra một chương trình nghiên cứu, tại sao có trên 100 người trong số 60.000 dân của tỉnh này đã sống lâu hơn 100 tuổi.